# 第二〇一海軍航空隊
第二〇一海軍航空隊（だい201かいぐんこうくうたい）は、太平洋戦争期における日本海軍の戦闘機部隊の一つ。護衛・迎撃・戦闘・特攻・陸戦に従事した。所属機識別章は「WI」。

## 沿革

### 南洋諸島
昭和14年10月1日、千歳海軍航空隊は陸上攻撃機部隊として編制され、同時に護衛戦闘機隊を付属させた。千歳空は昭和16年初頭よりマーシャル諸島に展開し、真珠湾から来航するアメリカ艦隊を真っ先に迎撃する使命を帯びた。戦闘機隊は長らく陸攻隊に付随し、マーシャル諸島とギルバート諸島の防空を担っていた。昭和17年11月16日、疲弊した千歳空陸攻隊は内地に帰還することとなったが、戦闘機隊は交代要員がないため、マーシャル残留が決定した。これを機に、1942年12月1日千歳海軍航空隊から戦闘機隊を独立させ、二〇一空を開隊。定数60に対し45機体制。第十一航空艦隊第二十四航空戦隊所属。クェゼリン環礁ルオット島・ウェーク島・マロエラップ環礁タロアに展開してマーシャル防空を続行。1942年12月23日　ウェーク島に26機のB-24が襲来、2機撃破。1943年1月29日タロア隊はナウル島に進出。2月27日第二五二海軍航空隊、ルオット到着。内地帰還命令下令。二〇一空に代わる部隊として二五二空が選ばれた。旧式の九六式艦上戦闘機からなる二〇一空でしのいできたマーシャル防空だったが、零式艦上戦闘機で揃えた二五二空がふさわしいと判断されたためである。3月6日、二〇一空は九六艦戦を放棄し、要員・機材のみで富士川丸と鳴戸丸に便乗し、15日に木更津飛行場に帰還した。
5月18日、二〇一空は北方部隊の第十二航空艦隊第二十四航空戦隊に移され、木更津で再編作業に従事していた。しかし昭和18年6月30日に米軍がソロモン諸島のレンドバ島に上陸し、本格的反攻に移ったことを受けて、7月1日二〇一空に対しラバウルへの急速進出が下令された。7月15日第十一航空艦隊第二十一航空戦隊に編入。先遣隊34機、ラバウル着。7月16日にはブインへ進出。8月1日レンドバ島方面の輸送船団爆撃隊を護衛、8月中11回出撃。8月4日ムンダ上空で敵戦闘機隊と遭遇、空中戦。以後、ムンダの敵戦闘機隊と3回交戦。8月25日ビロア陣地を強襲。以後、ビロア陣地銃撃に2回出撃。9月1日十一航艦第二十六航空戦隊に編入。9月15日コロンバンガラ島からの撤退（セ号作戦）発動。期間中、ビロア陣地への強襲を再開。9月22日フィンシュハーフェンの戦い発生。敵上陸船団を強襲。10月12日ラバウル初空襲。防空のため全力出撃。10月22日ブカに進出。11月1日「ろ号作戦」発動。12日の終了までブカ方面の防空に従事。12月15日敵輸送船団を襲撃、翌日も出撃。12月27日ツルブを強襲。1944年1月の段階で、稼動機は30機強に漸減していた。ラバウルの防衛が絶望視されてきたうえに、内南洋への反攻が始まったことを受け、二〇一空は内南洋防空のためにトラック諸島およびサイパン島への撤退が命じられた。
昭和19年1月、二〇一空の古巣であったクエゼリン環礁が陥落した。1月中にトラック環礁を経て本隊はサイパン島に撤退し、トラック・マリアナ諸島の防空隊の一翼を担うことになった。サイパン本隊は29機、トラック派遣隊は8機体制である。1944年2月17日トラック島空襲。派遣隊8機は全力で迎撃、全機喪失。次期空襲に備え、本隊24機はトラックに進出。2月22日マリアナ諸島空襲。留守部隊4機は全力で迎撃、全機喪失。3月4日中部太平洋方面艦隊および第十四航空艦隊を新編、隷下に入る。定数を96機に大増強。第一段階として第二〇四海軍航空隊を解隊し編入。3月10日本隊はトラックよりパラオ諸島ペリリュー飛行場に撤退、増強作業に従事。23日までに撤退完了。一部要員を新機体受領のため内地帰還・訓練のためダバオに派遣。3月29日パラオ大空襲。残存部隊で全力迎撃、全機喪失。3箇所の拠点で3度にわたり、主力がいない隙に残存部隊が撃滅される悲運に遭遇し、二〇一空はついに壊滅した。しかし、ペリリューを留守にしていたダバオ派遣要員と木更津派遣要員の手によって、二〇一空は再建が果たされることになった。ペリリューの本隊が壊滅した時、ダバオには99人の搭乗員、木更津には14機の機体と要員が残っていた。二〇一空司令部は木更津での練成を所望したが、連合艦隊はこれを拒絶した。二〇一空はダバオに集結し、次の作戦に備えた。4月20日木更津派遣隊14機出撃、25日ダバオ着。

### 第一航空艦隊
1944年5月5日　第一航空艦隊に転籍。6月、「あ号作戦」が発令されたが、練成途上のために不参加。7月10日全航空隊の再編発表。第一五三海軍航空隊戦闘機隊・第二〇二海軍航空隊を編入。既存の戦闘305飛行隊54機・戦闘306飛行隊46機をセブ島に配置。戦闘302飛行隊（旧二〇二空）21機をダバオに配置。戦闘311飛行隊（旧一五三空）57機をラサンに配置。8月下旬対艦反跳爆撃訓練を開始、温存策に従事。9月10日「ダバオ誤報事件」発生、全機セブに集合。9月12日　原隊復帰作業中のセブ飛行場を米機動部隊艦載機隊が奇襲、機体壊滅。原隊復帰済みを含め99機に激減。9月12日フィリピンに敵機動部隊接近、爆装戦闘機で爆撃（戦果なし）。10月11日台湾沖航空戦勃発、支援攻撃に従事。10月15日有馬正文第二十六航空戦隊司令官先導攻撃に参加、有馬司令官機突入自爆。
1944年10月19日夕刻、マバラカット飛行場第201海軍航空隊本部に、一航艦長官に内定した大西瀧治郎中将が訪れて特攻隊編成に関する会議を開き、「空母を一週間位使用不能にし、捷一号作戦を成功させるため、零戦に250㎏爆弾を抱かせて体当たりをやるほかに、確実な攻撃法は無いと思うがどうだろう」と提案する。これに対して玉井浅一副長は、山本栄司令が不在だったために「自分だけでは決められない」と返答したが、大西は同意を得ていると伝え、同時に決行するかは玉井に一任した。玉井は時間をもらい、飛行隊長の指宿正信大尉、横山岳夫大尉と相談した結果、体当たり攻撃を決意して大西にその旨を伝えたが、その際に特攻隊の編成は航空隊側に一任して欲しいと要望し、大西はそれを許可した。指揮官の選定は、「海軍兵学校出身者を指揮官に」という猪口力平一航艦首席参謀の意向を受けて、玉井は関行男大尉を指名した。10月20日大西瀧治郎一航艦長官臨席のもと「神風特別攻撃隊」結団式。10月25日敷島隊・朝日隊・山桜隊・菊水隊・若桜隊・大和隊計13機突入、護衛空母セント・ロー撃沈。第一航空艦隊と第二航空艦隊を統合した連合基地航空隊が編成され、201空は福留繁中将の指揮下に入る。10月29日初桜隊3機特攻突入。10月30日葉桜隊6機特攻突入。11月1日梅花隊1機特攻突入。11月5日左近隊2機特攻突入。
11月中に一航艦・二航艦の航空隊は続々と機体が払底し、特攻すら不可能となっていった。昭和20年1月9日、一航艦は台湾への撤退が命じられた。二〇一空要員の一部は、2月10日までの困難な救出作業によって台湾へ撤退した。しかし多数の要員はフィリピンに取り残された。撤退できなかった全航空隊の搭乗員15000名は、杉本丑衛二十六航戦司令官の指揮下で「クラーク地区防衛部隊」を結成、陸軍戦車第二師団指揮下で地上戦に借り出された。昭和20年1月9日より、一航艦の台湾撤退が実施された。二〇一空は帳簿上は台湾への撤退を遂げた。しかし、二〇一要員に乗るべき戦闘機はなかった。昭和20年（1945年）2月5日一航艦再編。第二〇五海軍航空隊ほか4個航空隊を新編。選外の搭乗員は高雄警備府第二十六航空戦隊に編入。二〇五空への選抜から漏れた二〇一空要員は、機体調達がかなうまで陸戦訓練に明け暮れた。しかし、沖縄戦に備えて台湾に派遣された内地航空隊も、定員を満たしている隊は皆無だった。最後の半年間、二〇一空は機体を保有する機会を得られないまま終戦を迎えた。

## 主力機種
- 九六式艦上戦闘機…マーシャル時代の機体。
- 零式艦上戦闘機…内地帰還以後の機体。

## 歴代司令
- 山中龍太郎（昭和17年12月1日 - ）
- 中野忠二郎（昭和18年4月1日 - ）
- 山本栄（昭和18年10月 日 - ）

  - 玉井浅一（昭和19年10月19日 - ） - 山本が飛行機事故で負傷入院、玉井副長が代行。
- 西岡貫一（昭和20年3月1日－終戦後解隊）